# Козє
Козє (словен. Kozje) — поселення в общині Козє, Савинський регіон, Словенія. Висота над рівнем моря: 275,8 м. 